# Delta del Tigre
Delta del Tigre é uma cidade do Uruguai localizada no departamento de San José.